# Volley Haasrode Leuven
Volley Haasrode Leuven is een Belgische volleybalclub uit Haasrode en Leuven.

## Geschiedenis
De club werd in 1957 onder de naam Sipico Leuven opgericht door priester Karel Missoul, deken Omer Hamels en Astère Dothée in de schoot van het Sint-Pieterscollege te Leuven. Kort daaropvolgend werd er aangetreden in de Tweede Gewestelijke reeks en in seizoen 1962-63 maakte de club haar debuut in de eerste nationale afdeling. Sipico verbleef er tot seizoen 1970-'71. In 1972-'73 werd een samenwerking (voor een seizoen) aangegaan met VC Alcazar (opgericht in 1966), waarna de club zich vier seizoen kon handhaven in tweede nationale en de daaropvolgende vier seizoenen in derde nationale verbleef.
Onder leiding van de Roemeen Lucian Bontidean volgde een wederopstanding en klom de club gestaag opnieuw op. Vanaf 1979 (ten gevolge van de herschikking van de nationale reeksen) trad ze wederom aan in tweede nationale, alwaar Sipico in 1981 de kampioenstitel behaalde en opnieuw in eerste nationale kon uitkomen. In juni 1982 fuseerde de club met VC Alcazar en ging de club verder onder de naam Sipico '82 Leuven. De club groeide uit tot de grootste volleybalclub van België (met 170 leden verdeeld op 9 competitieploegen) en in 1988 promoveerde de club naar de ereklasse. De club kon zich evenwel niet handhaven en kende na haar degradatie een kleine leegloop aan spelers. Hierdoor kon de club zich ook het daaropvolgende seizoen in eerste nationale niet handhaven en degradeerde de club verder naar de eerste landelijke afdeling. Het zou tot seizoen 1991-'92 duren alvorens Sipico'82 opnieuw de promotie afdwong naar eerste nationale.
In 1994 volgde de fusie met Valken Haasrode (opgericht in 1975) en werd de club omgedoopt naar VC Haasrode-Leuven. In 1998 volgde een nieuwe fusie, ditmaal met Simavo Wilsele en in 2009 werd ook Volley Groot Leuven geïntegreerd en werd de huidige naam aangenomen. In november 2018 trad de club voor het eerst aan in een Europese competitie. In de Challenge Cup kwam de club uit tegen het Bulgaarse CSKA Sofia. De wedstrijd werd gewonnen met 1-3. Sinds 2023 worden alle wedstrijden afgewerkt in Sportoase op de Philipssite in de Leuvense deelgemeente Heverlee.

## Bekende (ex-)spelers
- Seppe Baetens
- Sarah Coppens
- Lienert Cosemans
- Joke Hoeyberghs
- Mira Juwet
- Hendrik Tuerlinckx
- Matthias Valkiers
- Simon Van de Voorde
- Lennert Van Elsen
- Gert Van Walle